# Aquarium du Pacifique
L'aquarium du Pacifique (en anglais : Aquarium of the Pacific) est un aquarium public et un institut de recherche situé à Long Beach en Californie. Géré par une association à but non lucratif, il est inscrit à l'Association des zoos et des aquariums.

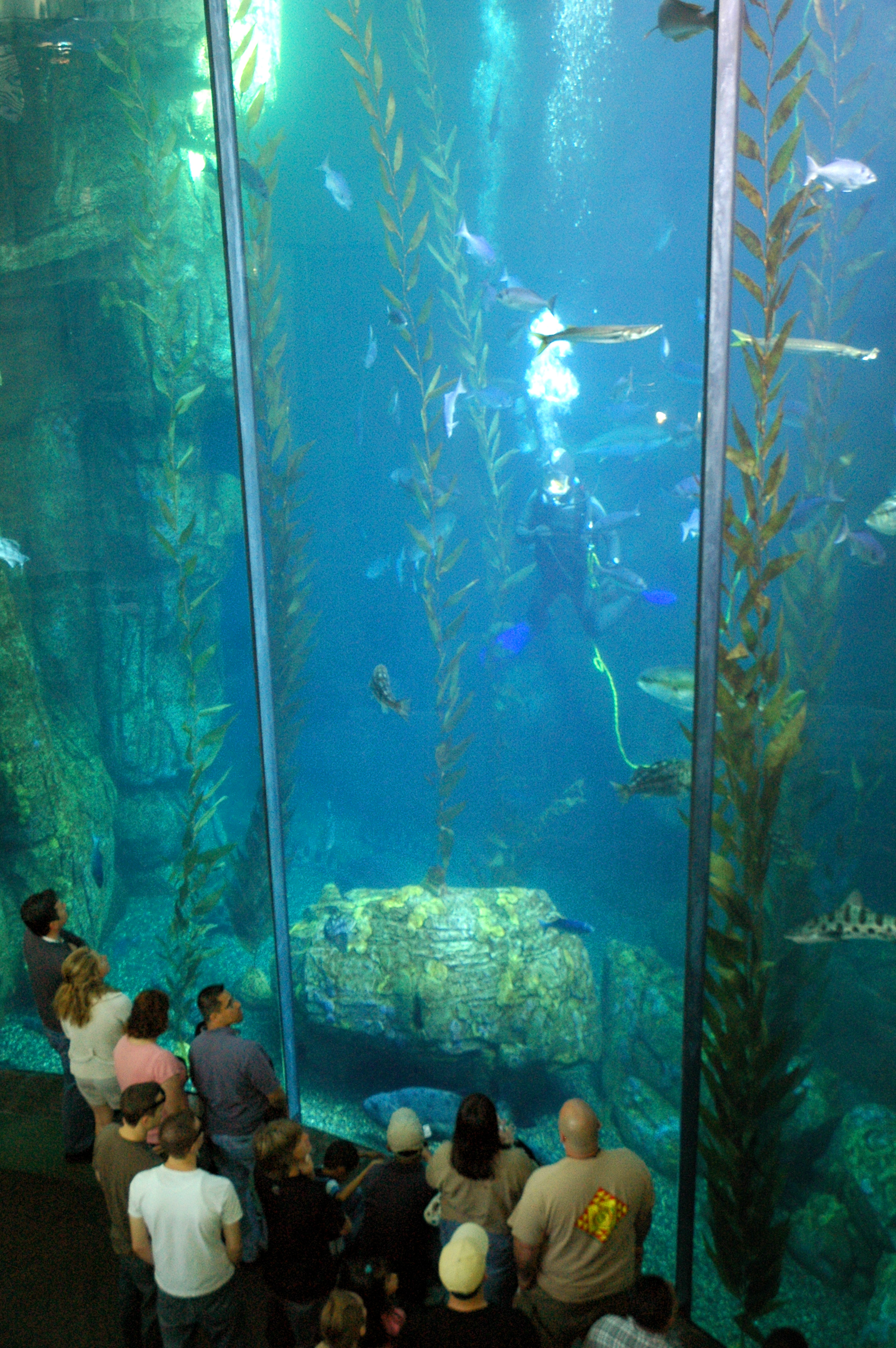
Aquarium du Pacifique.